# Rio Gligul
O Rio Gligul é um rio da Romênia, afluente do Negrişoara, localizado no distrito de Suceava.